# Synorthodes typhedana
Synorthodes typhedana är en fjärilsart som beskrevs av John G. Franclemont 1976. Synorthodes typhedana ingår i släktet Synorthodes och familjen nattflyn. Inga underarter finns listade i Catalogue of Life.